# 横山製粉
横山製粉株式会社（よこやませいふん）は、北海道札幌市白石区に本社を置く製粉会社である。

## 工場
- 小麦粉工場（札幌市白石区）
- 石臼工場（札幌市白石区）
- ミックス小袋工場（札幌市白石区）

## 営業所
- 東京営業所（東京都中央区）
- 名古屋営業所（名古屋市西区）

## 関連会社
- 横山食品株式会社（札幌市白石区）

## 補足
- かつては北海道文化放送で現在も放送されている『さんまのまんま』（関西テレビ制作）のローカルスポンサー（横山食品と共同、金曜19時台放送時代）を務めていた。その後は『森田一義アワー 笑っていいとも!』（フジテレビ制作）の水曜日の前半部に提供枠を移行したが、現在は放送していない。